# Dendrochilum tenellum
Dendrochilum tenellum är en orkidéart som först beskrevs av Christian Gottfried Daniel Nees von Esenbeck och Franz Julius Ferdinand Meyen, och fick sitt nu gällande namn av Oakes Ames. Dendrochilum tenellum ingår i släktet Dendrochilum och familjen orkidéer.
Artens utbredningsområde är Filippinerna. Inga underarter finns listade i Catalogue of Life.

## Bildgalleri

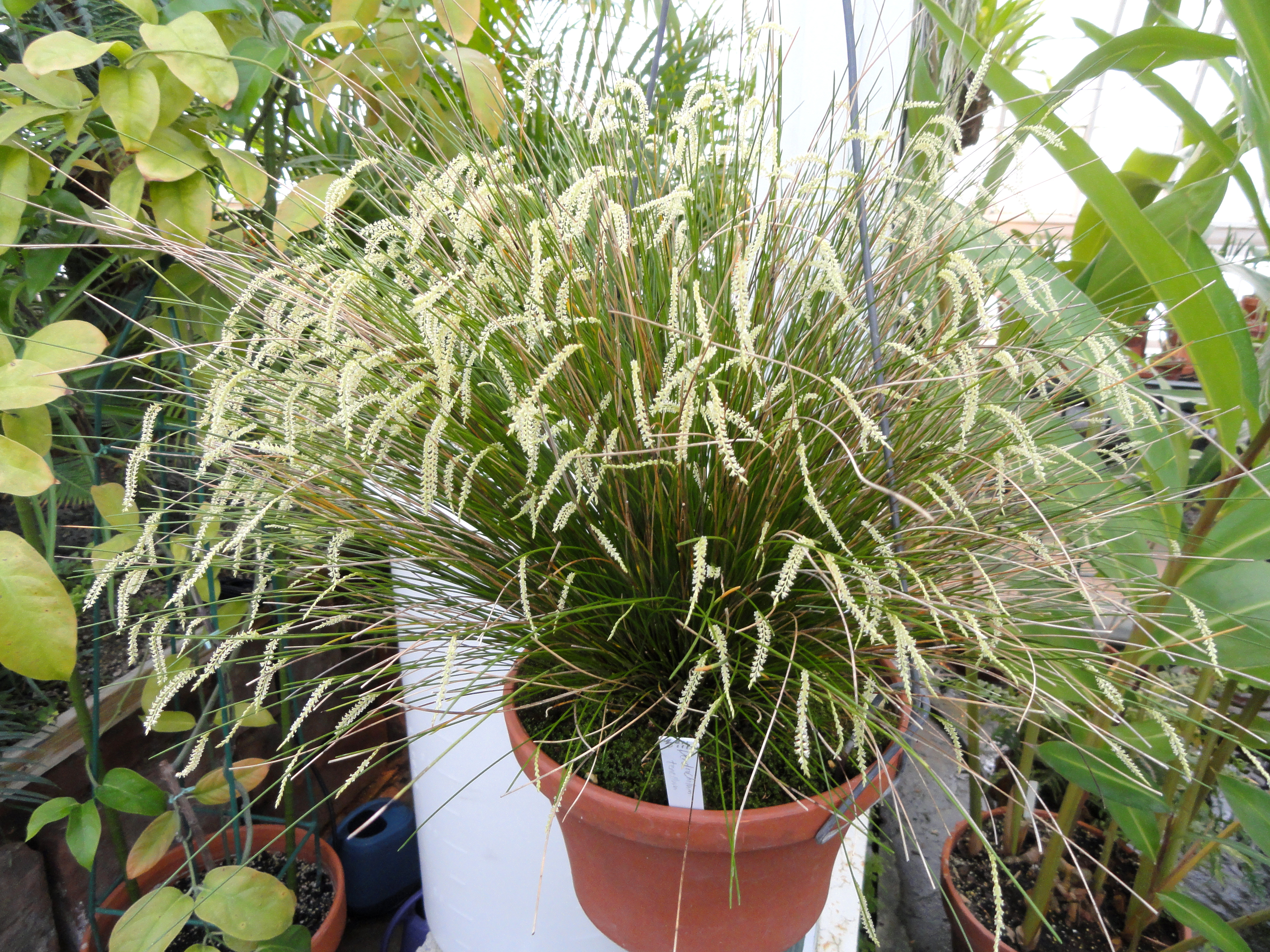
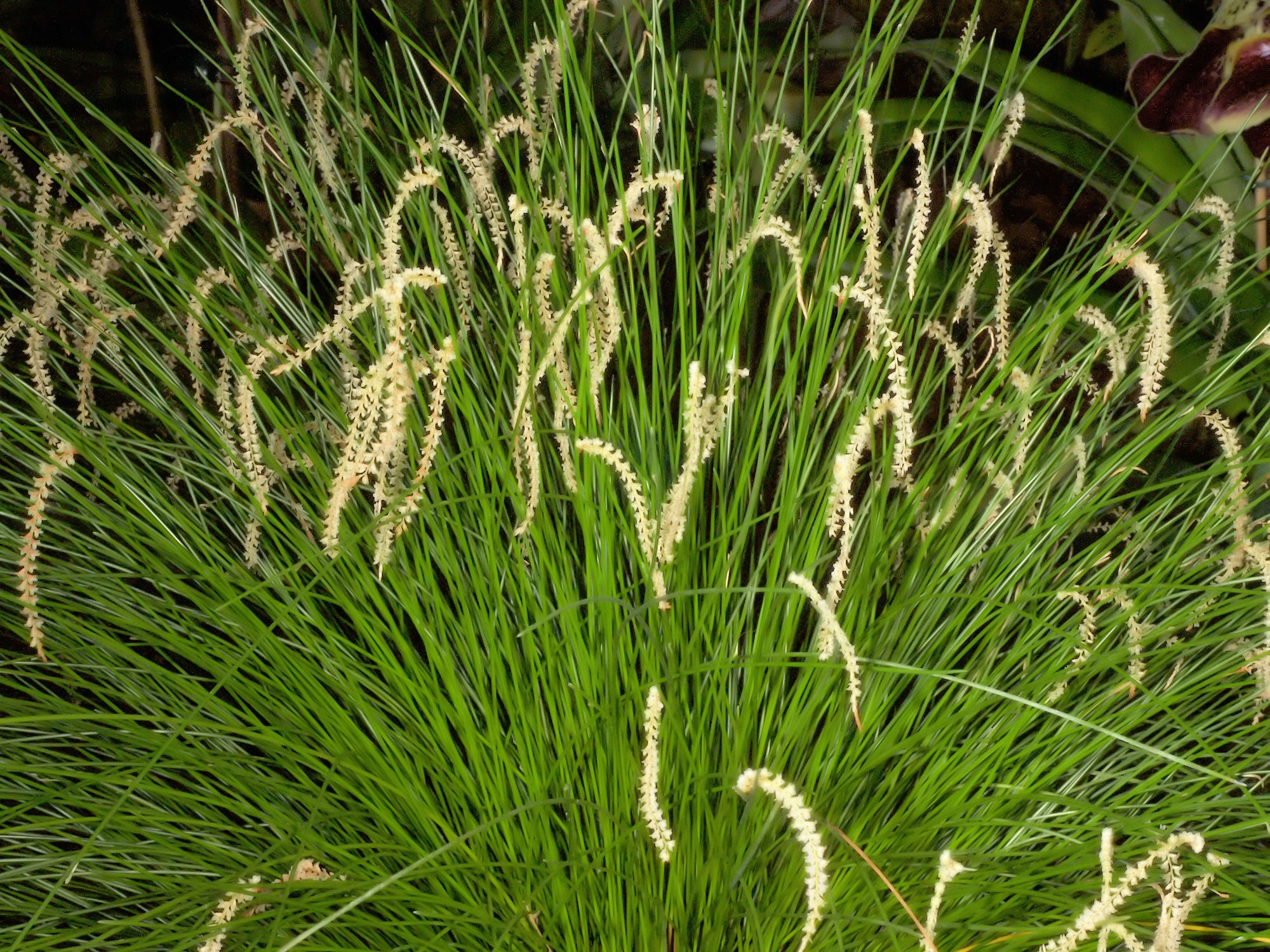
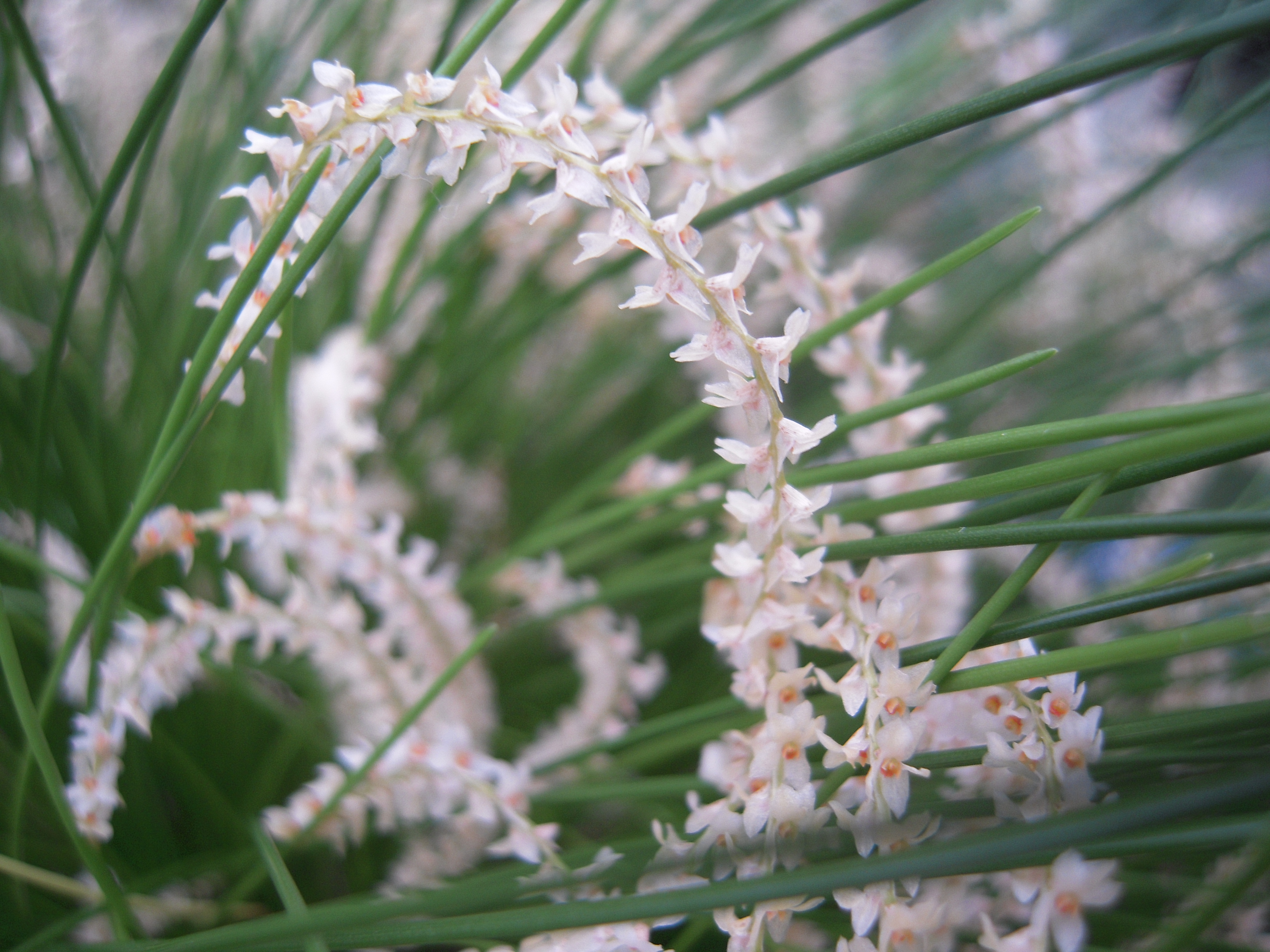
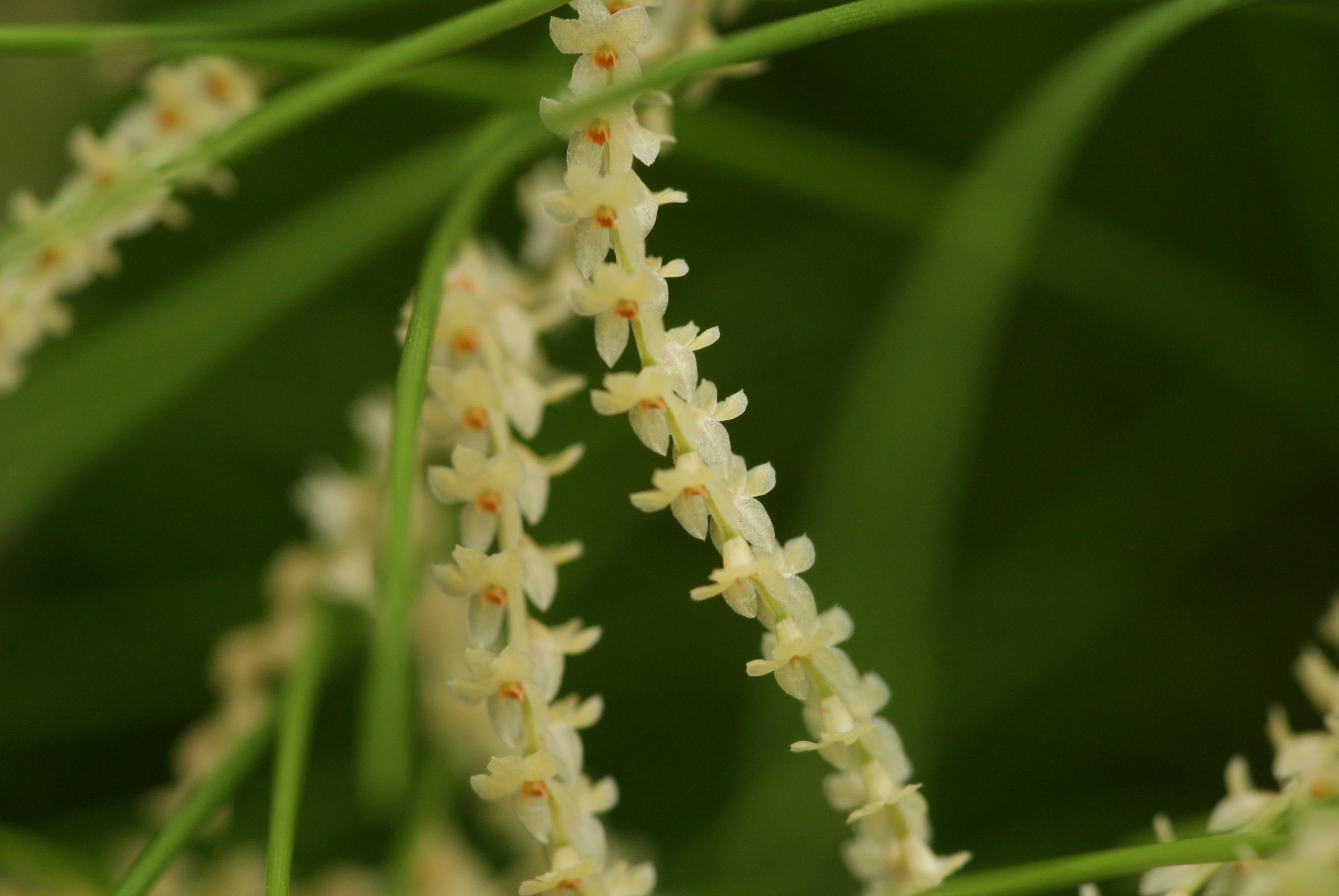